# Nokia 5160

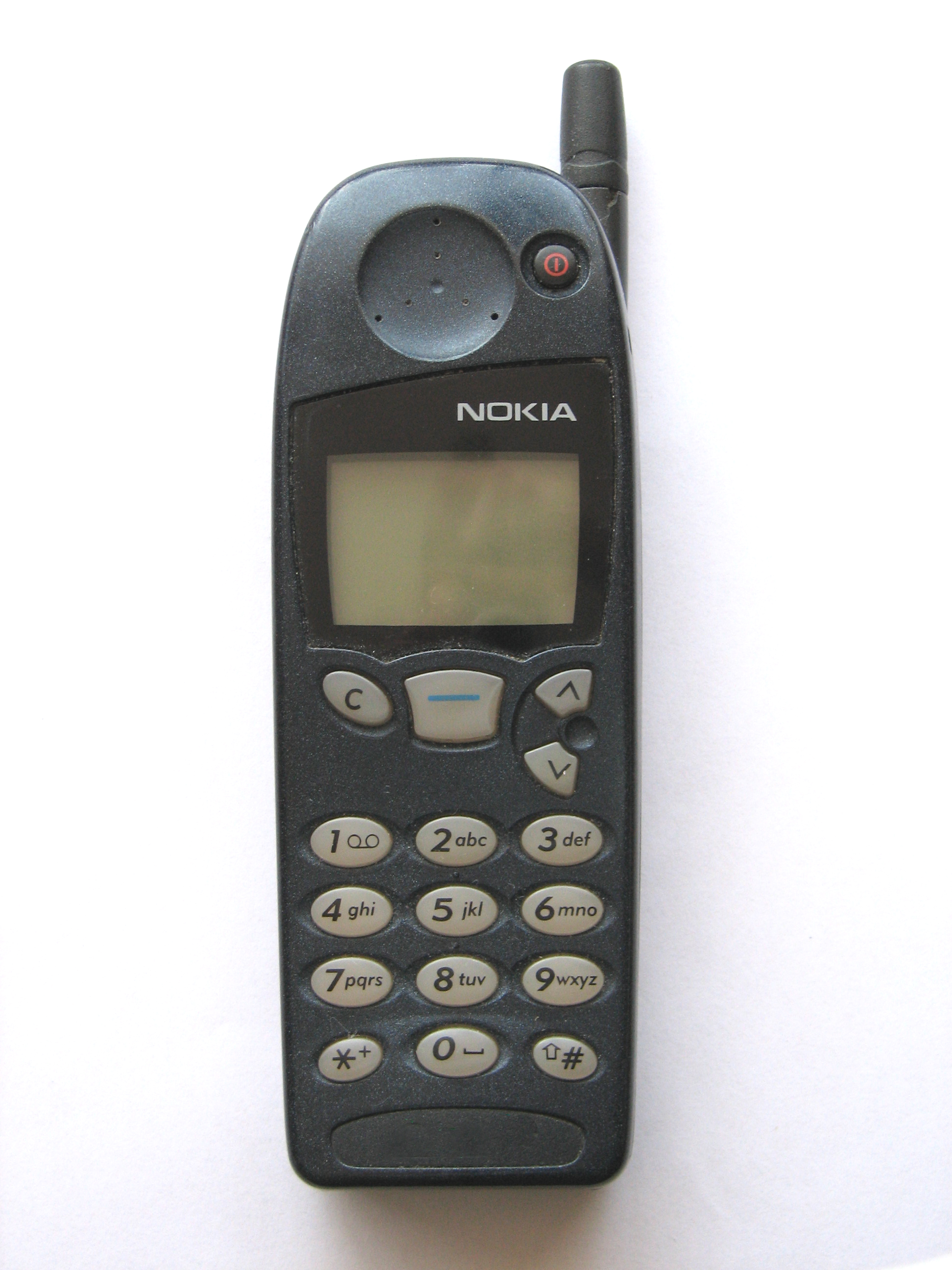
Nokia 5110

Le Nokia 5160 est un téléphone mobile conçu et produit par Nokia. Il possède un bouton unique de navigation appelé "NaviTMKey". Il affiche de l'aide sur l'écran-même. Le répertoire téléphonique peut contenir jusqu'à 100 entrées. On peut jouer à 3 jeux (xx, vv et xx). Il possède une horloge avec une alarme et chronomètre. Il est un des premiers GSM de Nokia à intégrer la fonction de changement rapide de coque.